# Телугу
 Тази статия е за езика.  За писмеността вижте Телугу (писменост).  
Те́лугу (самоназвание: తెలుగు) е дравидски език, говорен основно в индийските щати Андхра Прадеш и Телангана, където има статут на официален език. Това е един от езиците (заедно с хинди, английски и бенгалски), който има официален статут в повече от един щат. Говори се, също така, от малцинствата в град Янам (Пондичери), Карнатака, Тамил Наду, Чхатисгарх, Махаращра, Одиша и Андамански и Никобарски острови. Телугу е третият най-говорен майчин език в Индия, 15-ият най-говорен в света и най-говореният дравидски език. Той е един от 22-та списъчни езика в Индия.
Телугу има голямо влияние върху и зависи от санскрит, особено заради произношението на някои гласни и съгласни, които впоследствие биват изгубени в дъщерните езици на санскрит, като хинди и бенгалския.

## История
Според руския лингвист М. Андрнов, праюжните дравидски езици се разделят от прадарвидския между 1500 и 1000 г. пр. Хр. Според индийския лингвист Б. Кришнамурти, телугу като дравидски език произлиза от прадарвидския (праезик). Лингвистичните реконструкции сочат, че прадарвидският е бил говорен около третото хилядолетие преди Христа, вероятно около региона на долното течение на река Годавари в Индия. Веществени доказателства сочат, че говорещите прадравидски са били свързани с новокаменните общества в Южна Индия.
Има сведения за народ телугу или държава Телугу, наречена Телангана (буквално „земя на народа телугу“), в древната тамилска литература.
Спори се и дали има историческа връзка между народите, говорещи телугу, и цивилизациите в древна Месопотамия.
Оригинални произведения на телугу се появяват през XIV век, а литературните норми на езика се образуват през XV – XVI век под влиянието на санскрит и пракрит.
Както и в другите старописмени дравидски езици, класическият литературен вариант и разговорният вариант се различават доста. Въпреки това, в поезията на проповедниците на движението бхакти през XII, XIII и XV век се използва разговорния вариант. През XIX век възниква движение, чиято цел е създаването на нов литературен език, близък до разговорния. През XX век новият литературен език заема доминираща позиция в художествената литература и средствата за масова информация. От 1968 г. функционира Телугу академия, разработваща нормативна граматика на новия литературен език. Старият книжен език се съхранява само в ограничени сфери, като поезията.
Първата граматика на телугу – Шабдачинтамани („Талисман на думите“), е съставена през XI век. Съвременният етап в изучаването на телугу започва през XIX век. През 1832 г. е съставена детска енциклопедия, съдържаща базови сведения за писмеността и фонологията на телугу.

## Писменост
Писмеността телугу представлява абугида, съставена от 60 символа. 16 гласни, 3 гласни определения и 41 съгласни. Телугу има пълен набор от букви, които следват система за изразяване на звуци.
Също като канада, писмеността телугу произлиза от писмеността брахми.